# Emilia Fiszer
Emilia Hilda Fiszer (ur. 8 listopada 1885 w Łodzi, zm. 3 listopada 1949 w Paryżu) – polska filozofka i bibliotekarka.

## Życiorys
Ukończyła w 1902 naukę w Zakładzie Naukowym Żeńskim Jadwigi Kotwickiej w Warszawie. W 1903 uzyskała tytuł domowej nauczycielki, uprawniający do nauczania języka polskiego w domach prywatnych. W latach 1907–1911 studiowała na Wydziale Filozoficznym Uniwersytetu Jagiellońskiego. W 1911 podjęła studia na Uniwersytecie Paryskim, podczas których przeniosła się na Faculté des sciences de Paris, uzyskując w 1915 dyplom licencjata, a następnie, w 1922, ukończyła wyższe studia filozoficzne na Sorbonie, broniąc pracę pt. Sur la discontinuité de la matière (pol. O nieciągłości materii). W 1936 obroniła doktorat na podstawie książki Unité et intelligibilité (Jedność a poznawalność) na Uniwersytecie Paryskim.
Pracowała w Bibliotece Polskiej i Muzeum Adama Mickiewicza w Paryżu. W bibliotece katalogowała kolekcje, opiekowała się zbiorami mickiewiczowskimi, od listopada 1936 przygotowywała dla Ministerstwa Spraw Zagranicznych w Warszawie raporty bibliograficzne o nowościach, jakie ukazały się na rynku księgarskim we Francji. W 1936 roku została zatrudniona na stałe jako pomocnica kustosza Muzeum Adama Mickiewicza, gdzie prowadziła katalogi zbiorów, sprawowała nadzór nad zwiedzającymi, opiekowała się także działem rycin i fotografii oraz monet i medali oraz organizowała wystawy we współpracy z Czesławem Chowańcem. Była także kustoszką wystaw i pracowała redakcji katalogów naukowych wystaw organizowanych przez Bibliotekę Polską. W czerwcu 1938 została mianowana adiunktem bibliotecznym w Bibliotece Narodowej Józefa Piłsudskiego w Warszawie, jednocześnie dostając urlop do odwołania w celu pełnienia obowiązków w Bibliotece Polskiej w Paryżu. Ponadto działała w Towarzystwie Historyczno-Literackim w Paryżu oraz publikowała artykuły w polskich czasopismach filozoficznych.
W 1939 była zaangażowana w działalność, prowadzonego w Bibliotece Polskiej w Paryżu, Biura Pomocy Ofiarom Wojny. W maju 1940 po zajęciu Paryża przez Niemców była zaangażowana w ewakuację zbiorów bibliotecznych. Następnie przebywała w Grenoble, gdzie mieszkała w Grand Hôtelu, w którym działało centrum polskie, obejmujące grupę polskich katolickich intelektualistów i współpracowników Biblioteki Polskiej. Tam Fiszer prowadziła wykłady i była zaangażowana w prace konspiracyjne polskiego ruchu oporu we Francji. Po likwidacji polskiego ośrodka w Grenoble przeniosła się do Biviers, a do Paryża wróciła w połowie 1944, gdzie zaangażowała się wraz z zespołem biblioteki w odbudowę Biblioteki Polskiej.
Fiszer należała ponadto do grona propagatorów myśli filozoficznej księdza Augustyna Jakubisiaka. Współpracowała przy jego czasopiśmie „La pensée antitotalitaire. Organe de la défense de l’individu”, do którego pisała artykuły. W 1945 po śmierci Jakubisiaka, zaangażowała się w wydawanie jego spuścizny oraz była członkinią Komitetu Wydawniczego Dzieł Księdza Augustyna Jakubisiaka. Dzięki jej zaangażowaniu ukazały się 3 tomy jego prac pozostawionych w rękopisie.

### Życie prywatne
Jej rodzina wywodziła się ze Strasburga i była wyznania ewangelicko-augsburskiego. Jej ojciec – Ludwik Fiszer – był księgarzem oraz właścicielem firmy księgarsko-wydawniczej. Jej matką była Melania z domu Miks. Para miała sześcioro dzieci: Melanię Emilię, Emilię Hildę, Ludwika Adama, Stefanię Frydę, Alicję Janinę oraz Kazimierza Oskara.
Emilia Fiszer zmarła w swoim służbowym mieszkaniu w Bibliotece Polskiej w Paryżu. Została pochowana na cmentarzu w Montmorency.

## Publikacje
- Sur la discontinuité de la matière (1922);
- Unité et intelligibilité (1936);
- Le Physicalisme et les tendences actuelles de la Physique (1940)[2].